# Петро Ординський
Петро Ординський чи Ростовський (преподобний Петро Ординський, або Даір Кайдагул Орда-Ічінів син Петро Ординський Чінгизид) (помер близько 1290) — небіж хана Золотої Орди Берке (Бергая) і Батия, правнук Чингізхана, православний за віросповіданням.
1253 року святитель Кирило, єпископ Ростовський (пам'ять 21 травня) був у Орді для клопотання щодо церковних справ своєї єпархії й розповідав ханові про дива, які творилися при мощах святителя Леонтія (пам'ять 23 травня). Серед слухачів був юний небіж хана, на якого розповідь святителя справила сильне враження. Через деякий час у Берке захворів син. Згадавши розповідь руського єпископа про зцілення, він викликав святителя Кирила, й завдяки його молитвам хворий вилікувався. Хан щедро обдарував святого й відпустив додому. На зворотному шляху святого наздогнав хлопець, небіж хана Берке, й умовив святого взяти його із собою в Ростов. У Ростові хлопець був охрещений із іменем Петро, а потім там він і одружився. Петро похований в Архангельському соборі Кремля, де поховані всі володарі московського улусу. Також йому присвячена вся права частина стіни від вівтаря, при тому, що всім іншим правителям Московії відведено всього по одній фресці.
Згідно Яси тільки прямий нащадок Чингізхана міг правити улусом Золотої Орди. Петро був таким прямим нащадком. Можна гарантовано говорити, що Петро Ординський був найпершим правителем Москви.
Його пам'ять — 30 червня в день преставлення, 23 травня разом з Собором Ростово-Ярославських святих і 16 липня разом із Собором Російських чудотворців, прославлених святителем Макарієм 1547 та 1549 року.